# Ermita de San Miguel de Villatuerta
La actual ermita de San Miguel de Villatuerta en su origen fue un monasterio medieval dedicado a San Miguel Arcángel. Su primera referencia documental está fechada el 26 de diciembre de 1062, cuando Sancho el de Peñalén, rey de Pamplona, lo donó al monasterio de San Salvador de Leire. Hacia el siglo XVI dejó de albergar una comunidad religiosa y se convirtió en ermita. Las ruinas sufridas y las reformas emprendidas han borrado prácticamente el edificio primitivo. Por el estilo rudimentario de unos relieves que mostraba al exterior, se ha llegado a deducir que el primitivo monasterio pudo ser prerrománico, en tanto que otros expertos consideran que fue posterior, adscrito plenamente al románico. Se encuentra en las proximidades de Villatuerta, cerca de la carretera que conduce a Estella, en el paraje denominado «Cuesta del Moro».

## De monasterio a ermita
No se conoce cuándo el monasterio se desalojó y se convirtió en una ermita más de las que existían en el contorno de Villatuerta, aunque Lacarra asegura que a principios del siglo XVII ya se encontraba en estado de «completo abandono». Sea como fuere, las ruinas y las consiguientes reconstrucciones han borrado prácticamente los testimonios del primitivo edificio, del que tan solo se conservan —en las esquinas del muro este— los arranques del ábside. Cabe apuntar que la última intervención se produjo en 1965 cuando la Institución Príncipe de Viana levantó la cubierta, que estaba en ruinas.
En la actualidad la ermita es un edificio básico y sobrio: tiene una nave de planta rectangular irregular y son planos la cabecera —muro este— y el hastial —muro oeste—. Nada queda de la románica bóveda de cañón, aunque se conservan, adosados al muro, los fustes de las columnas que sustentaron los arcos fajones.
En el exterior los sillares son irregulares y por lo general de grandes dimensiones; el hastial remata en una espadaña moderna. La puerta de acceso —en el muro sur— es moderna y carece de ornamentación. La primitiva se puede identificar en el interior, en el muro oeste, aunque muy modificada por un arco posterior rebajado; se estima que pudo ser de herradura. 
La ermita contó con un retablo datado en 1605, obra de Fermín de Arbizu, escultor de Estella, Lacarra lo llegó a ver en la visita que hizo a la ermita en 1923 y del que dio información detallada.

### Discrepancias sobre la datación del monasterio
La lápida fundacional, que estaba situada encima de la puerta del muro sur —desde 1942 se guarda en el Museo de Navarra—, da cuenta de la donación del monasterio de San Miguel de Villatuerta al de San Salvador de Leire, pero la transcripción presenta dificultades, lo que ha dado lugar a distintas interpretaciones: Lacarra y García Gaínza consideran que la fundación se produjo en el siglo XI, mientras que Uranga y Germán de Pamplona concluyen que el monasterio debió de ser fundado entre los años 971 y 978. La diferencia de casi un siglo entre las dos dataciones es significativa, pues el contexto histórico y cultural del Reino de Pamplona era distinto obviamente; de esta manera, por lo que respecta al arte, en este último caso se trataría de un testimonio insólito del prerrománico, mientras que en el primero, del románico.
Junto con la citada lápida se trasladaron al Museo de Navarra una serie de relieves que se encontraban en los muros norte y sur. Se caracterizan por su apariencia rústica y talla tosca, ya esta solo presenta dos planos de labra. 
Unos son de pequeño tamaño y se estima que pertenecieron a los canecillos de la cubierta, mientras que los de mayor tamaño procederían de las metopas existentes entre los canecillos. Entre estos últimos destacan un crucificado muy esquemático, un personaje a caballo, un hombre sobre un pie, posiblemente la imagen de San Miguel, el titular del monasterio, que se muestra con los brazos levantados, así como diversos animales.  Nuevamente aquí se repite la discrepancia sobre su datación, ya que para los partidarios del siglo X «la técnica escultural primitiva y bárbara de la iglesita de Villatuerta es propia de los primeros conatos de la escultura monumental prerrománica».  Este es el caso de Germán de Pamplona y Uranga; mientras que, para quienes sostienen que la datación corresponde al siglo XI, los relieves son la manifestación del románico rural.

## Galería de imágenes

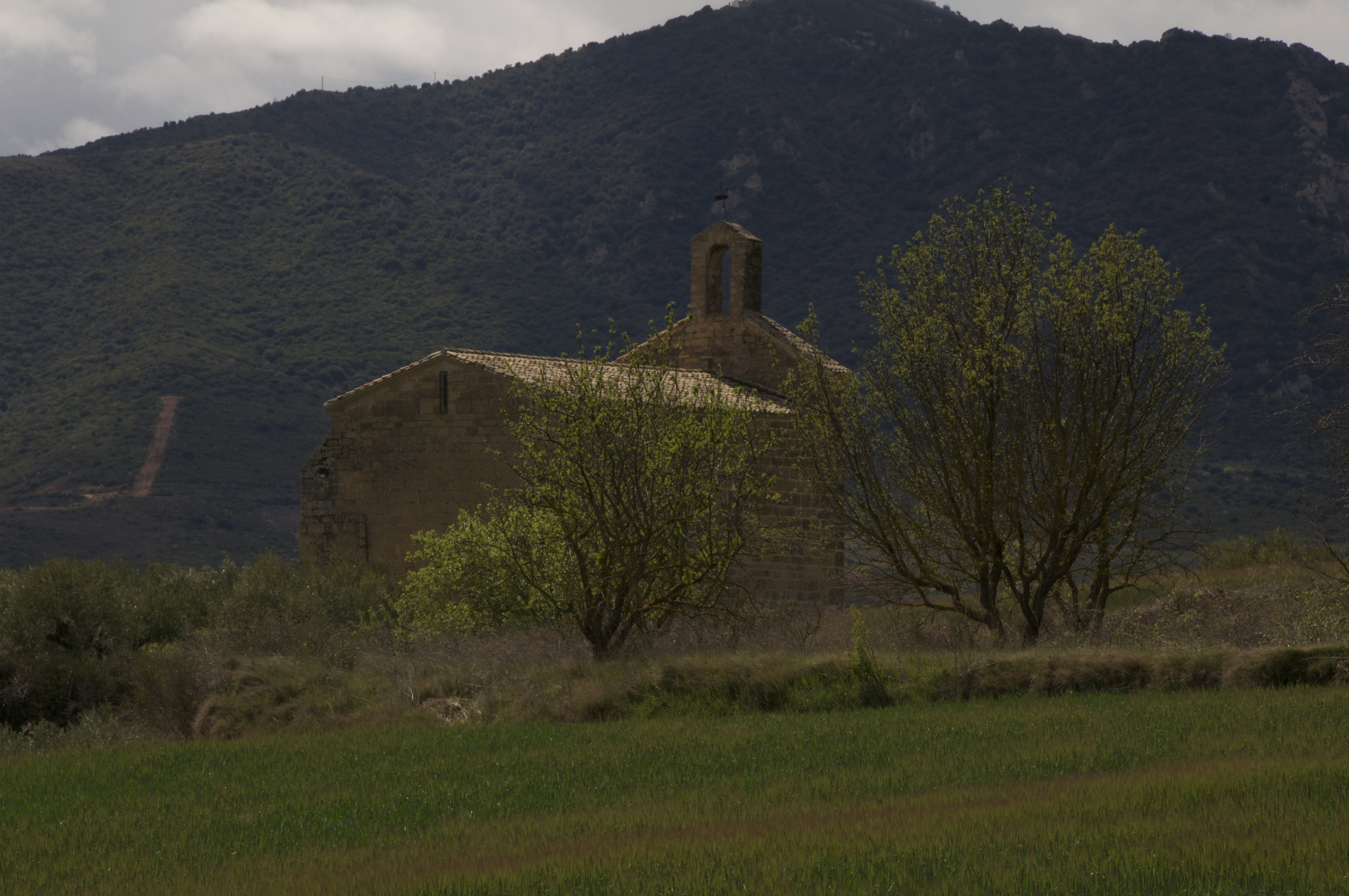
Cabecera y muro norte
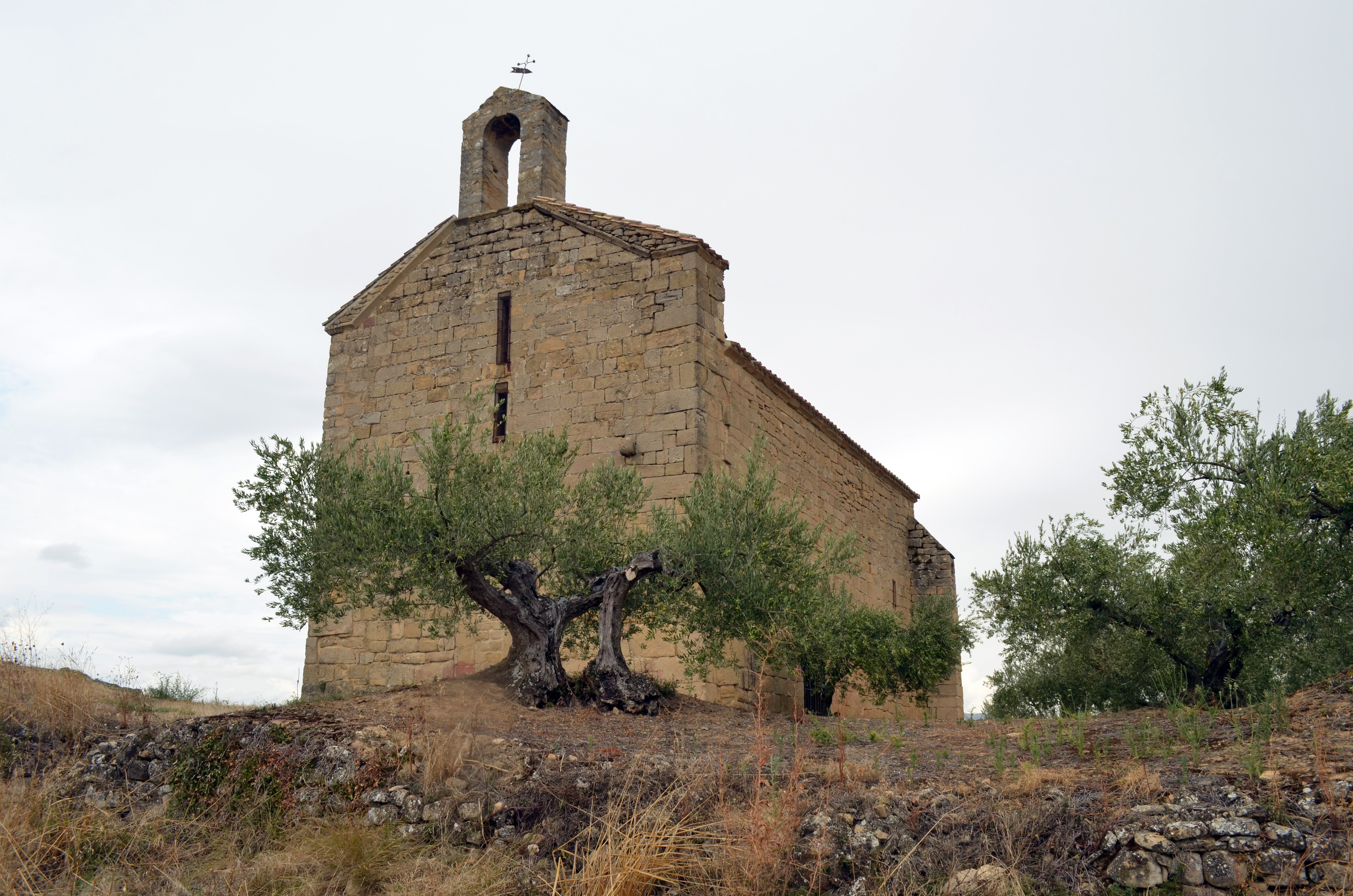
Muro oeste y espadaña